# Rafína
Rafína (Rafina) är en kommunhuvudort i Grekland.   Den ligger i prefekturen Nomarchía Anatolikís Attikís och regionen Attika, i den sydöstra delen av landet, 26 km öster om huvudstaden Aten. Rafína ligger 11 meter över havet och antalet invånare är 12 168.
Terrängen runt Rafína är platt söderut, men åt nordväst är den kuperad. Havet är nära Rafína åt nordost. Närmaste större samhälle är Agía Paraskeví, 15,1 km väster om Rafína. 